# Krivaja Pustara
Krivaja Pustara is een plaats in de gemeente Crnac in de Kroatische provincie Virovitica-Podravina. De plaats telt 7 inwoners (2001).